# Paracoeria orobena
Paracoeria orobena är en fjärilsart som beskrevs av Druce 1891. Paracoeria orobena ingår i släktet Paracoeria och familjen nattflyn. Inga underarter finns listade i Catalogue of Life.